# Andreas Brylka
Andreas Brylka (* 17. September 1931 in Myslowitz, Oberschlesien; † 24. Juni 2016 in Hamburg) war ein deutscher Grafiker, Buchgestalter und Holzstich-Meister.

## Leben und Wirken

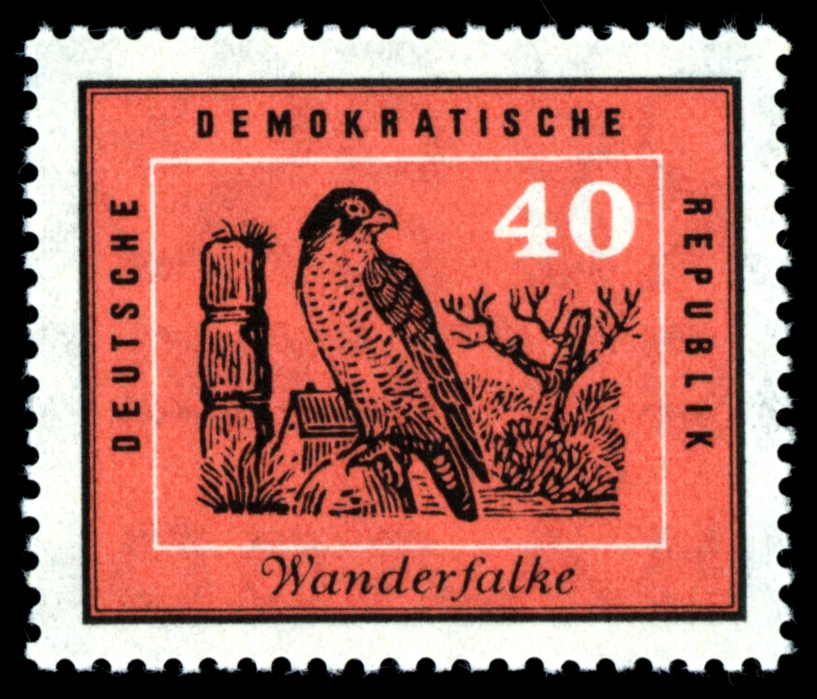
Von Brylka gestaltete DDR-Briefmarke „Wanderfalke“ aus dem Briefmarkensatz „Heimische Vögel“ (1959).

Brylka studierte ab 1952 an der Hochschule für Grafik und Buchkunst Leipzig bei Egon Pruggmayer. 1957 wurde er im 10. Semester aus politischen Gründen exmatrikuliert. Danach war er als freischaffender Gebrauchsgrafiker in Leipzig tätig. Brylka gestaltete Briefmarken der Deutschen Demokratischen Republik (DDR). Seine Entwürfe zur Briefmarkenserie „Heimische Vögel“ wurden 1958 angenommen und erschienen im Briefmarken-Jahrgang 1959 der Deutschen Post der DDR (Michel-Nummern 698–703).
Im Jahr 1959 flüchtete Brylka aus der DDR in die Bundesrepublik Deutschland. Brylkas angenommene Entwürfe für DDR-Briefmarken anlässlich der Naturschutzwoche 1960 lagen bereits der Wertpapierdruckerei zum Druck vor, wurden jedoch kurzfristig zurückgezogen. Nach offizieller Begründung des  Ministeriums für Post- und Fernmeldewesen der DDR wegen „drucktechnische[r] Probleme“, tatsächlich wegen Brylkas zwischenzeitlicher „Republikflucht“.
Nach seiner Übersiedlung nach Hamburg besorgte Brylka Buchgestaltungen und Illustrationen, insbesondere meisterhafte Holzstiche, für namhafte Verlage wie C.H. Beck und Manesse in München, Insel in Frankfurt am Main oder Christians in Hamburg. Brylka gestaltete auch Sammlereditionen für Kleinverlage. Ab 1964 prägte er das Erscheinungsbild der Beilage „Die Welt der Literatur“, der Vorläuferin der „Literarischen Welt“. 1972 gründete er den Eigenverlag „Edition AB“.

## Auszeichnungen
Brylka erhielt mehrere Preise und seine Werke waren in Einzelausstellungen und Ausstellungsbeteiligungen im In- und Ausland zu sehen.